# Font de la Sarga (Montadó)
La Font de la Sarga és una font del terme municipal d'Isona i Conca Dellà, en territori del poble de Montadó, de l'antic municipi de Benavent de Tremp.
Està situada a 1.002 m d'altitud a la part centraloriental de l'enclavament de Montadó, al sud-est de la Casa Blanca i a l'est-nord-est de Cal Castellí, a la dreta del barranc de la Jona. D'aquesta font neix el barranc de la Font de la Sarga, afluent de l'anterior.